# Olympische Sommerspiele 2012/Teilnehmer (Kolumbien)
| Gelbes Symbol für Goldmedaillen mit stilisierten Olympischen Ringen | Graues Symbol für Silbermedaillen mit stilisierten Olympischen Ringen | Braundes Symbol für Bronzemedaillen mit stilisierten Olympischen Ringen |
| ------------------------------------------------------------------- | --------------------------------------------------------------------- | ----------------------------------------------------------------------- |
| 1                                                                   | 3                                                                     | 4                                                                       |

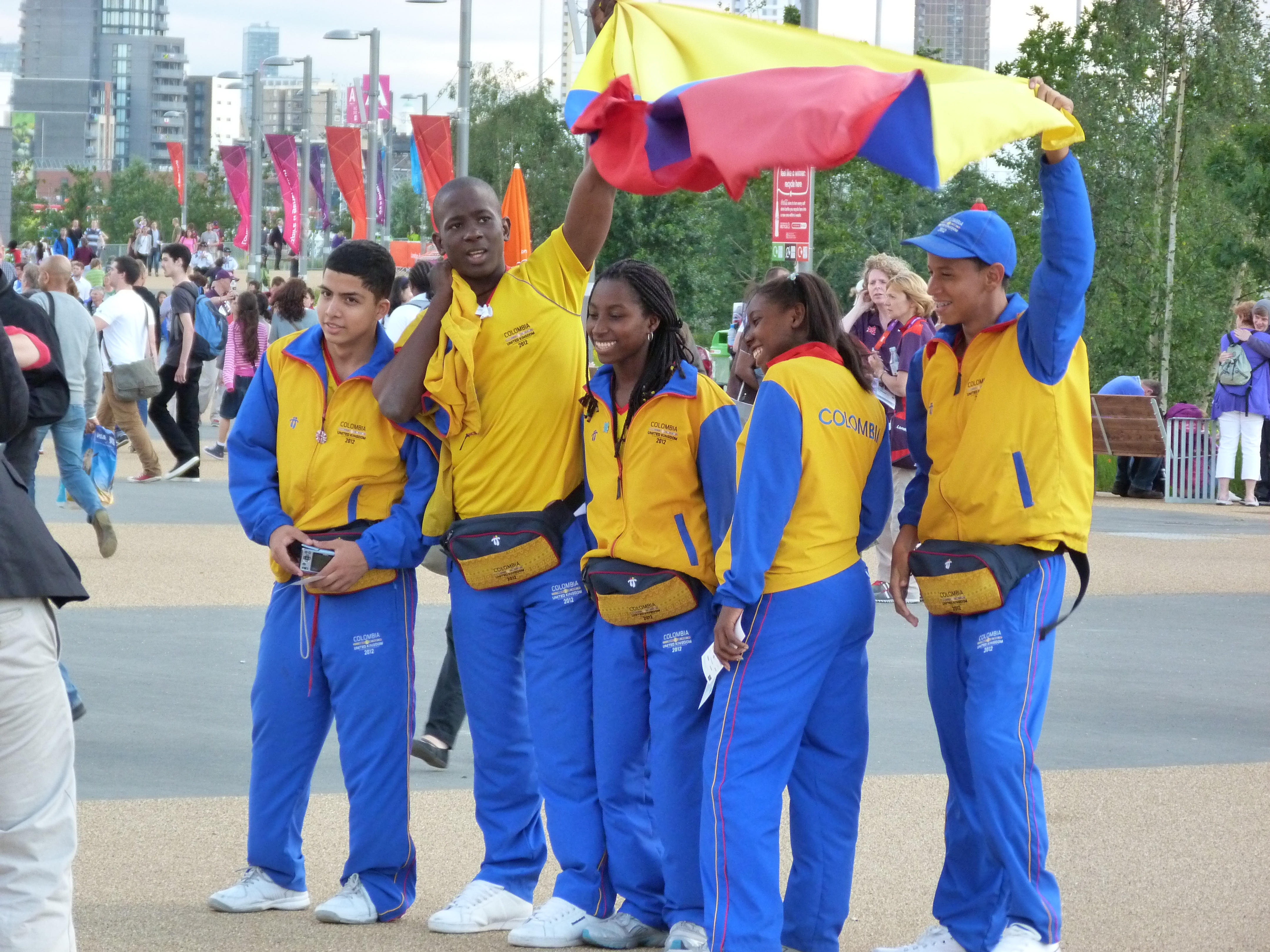
Kolumbianische Athleten

Kolumbien nahm in London an den Olympischen Spielen 2012 teil. Es war die insgesamt 18. Teilnahme an Olympischen Sommerspielen.
Nach einem positiven Dopingbefund (körperfremdes Testosteron) in einer Probe vom 26. Juli 2012 wurde der 400-Meter-Läufer Diego Palomeque Echevarria suspendiert.

## Teilnehmer nach Sportarten

### Bogenschießen
| Athleten         | Wettbewerb | Qualifikation | Qualifikation | 1. Runde   | 1. Runde | 2. Runde      | 2. Runde      | Achtelfinale  | Achtelfinale  | Viertelfinale | Viertelfinale | Halbfinale    | Halbfinale    | Finale        | Finale        | Rang |
| Athleten         | Wettbewerb | Ringe         | Rang          | Gegner     | Ergebnis | Gegner        | Ergebnis      | Gegner        | Ergebnis      | Gegner        | Ergebnis      | Gegner        | Ergebnis      | Gegner        | Ergebnis      | Rang |
| ---------------- | ---------- | ------------- | ------------- | ---------- | -------- | ------------- | ------------- | ------------- | ------------- | ------------- | ------------- | ------------- | ------------- | ------------- | ------------- | ---- |
| Frauen           |            |               |               |            |          |               |               |               |               |               |               |               |               |               |               |      |
| Ana Maria Rendon | Einzel     | 657           | 12            | I. Grandal | 2-6      | ausgeschieden | ausgeschieden | ausgeschieden | ausgeschieden | ausgeschieden | ausgeschieden | ausgeschieden | ausgeschieden | ausgeschieden | ausgeschieden |      |
| Männer           |            |               |               |            |          |               |               |               |               |               |               |               |               |               |               |      |
| Daniel Pineda    | Einzel     | 664           | 32            | C. Wang    | 0-6      | ausgeschieden | ausgeschieden | ausgeschieden | ausgeschieden | ausgeschieden | ausgeschieden | ausgeschieden | ausgeschieden | ausgeschieden | ausgeschieden |      |

### Boxen
| Athleten                | Wettbewerb                  | 1. Runde                         | 1. Runde | Achtelfinale  | Achtelfinale  | Viertelfinale | Viertelfinale | Halbfinale    | Halbfinale    | Finale        | Finale        | Rang |
| Athleten                | Wettbewerb                  | Gegner                           | Ergebnis | Gegner        | Ergebnis      | Gegner        | Ergebnis      | Gegner        | Ergebnis      | Gegner        | Ergebnis      | Rang |
| ----------------------- | --------------------------- | -------------------------------- | -------- | ------------- | ------------- | ------------- | ------------- | ------------- | ------------- | ------------- | ------------- | ---- |
| Eduar Marriaga Campo    | Leichtgewicht bis 60 kg     | W. Arias Dominikanische Republik | 8-17     | ausgeschieden | ausgeschieden | ausgeschieden | ausgeschieden | ausgeschieden | ausgeschieden | ausgeschieden | ausgeschieden |      |
| Cesar Villarraga Aldana | Halbweltergewicht bis 64 kg | R. Iglesias Kuba                 | 9-20     | ausgeschieden | ausgeschieden | ausgeschieden | ausgeschieden | ausgeschieden | ausgeschieden | ausgeschieden | ausgeschieden |      |
| Jeysson Monroy Varela   | Halbschwergewicht bis 81 kg | E. Rouzbahani Iran               | 10-12    | ausgeschieden | ausgeschieden | ausgeschieden | ausgeschieden | ausgeschieden | ausgeschieden | ausgeschieden | ausgeschieden |      |

### Fechten
| Athleten                        | Wettbewerb     | 1. Runde | 1. Runde | 2. Runde                   | 2. Runde | Achtelfinale  | Achtelfinale  | Viertelfinale | Viertelfinale | Halbfinale    | Halbfinale    | Finale        | Finale        | Rang |
| Athleten                        | Wettbewerb     | Gegner   | Ergebnis | Gegner                     | Ergebnis | Gegner        | Ergebnis      | Gegner        | Ergebnis      | Gegner        | Ergebnis      | Gegner        | Ergebnis      | Rang |
| ------------------------------- | -------------- | -------- | -------- | -------------------------- | -------- | ------------- | ------------- | ------------- | ------------- | ------------- | ------------- | ------------- | ------------- | ---- |
| Saskia Loretta van Erven Garcia | Florett Einzel |          |          | C. Golubytskyi Deutschland | 9:14     | ausgeschieden | ausgeschieden | ausgeschieden | ausgeschieden | ausgeschieden | ausgeschieden | ausgeschieden | ausgeschieden |      |

### Fußball
| Wettbewerb   | Frauen |
| ------------ | --- |
| Athleten     | Stefany Castaño Tatiana Ariza Natalia Gaitán Natalia Ariza Nataly Arias Daniela Montoya Oriánica Velásquez Yoreli Rincón Carmen Rodallega Catalina Usme Liana Salazar Sandra Sepúlveda Yulieth Domínguez Kelis Peduzine Ingrid Vidal Lady Andrade Melissa Ortiz Ana María Montoya |
| Trainer      | Ricardo Rozo |
| Gruppenphase | Nordkorea 0:2 (0:1) USA 0:3 (0:1) Frankreich 0:1 (0:1) |

### Gewichtheben
| Athleten                 | Wettbewerb       | Reißen  | Reißen | Stoßen      | Stoßen | Zweikampf | Zweikampf | Rang |
| Athleten                 | Wettbewerb       | Gewicht | Rang   | Gewicht     | Rang   | Gewicht   | Rang      | Rang |
| ------------------------ | ---------------- | ------- | ------ | ----------- | ------ | --------- | --------- | ---- |
| Frauen                   |                  |         |        |             |        |           |           |      |
| Rusmeri Villar           | Klasse bis 53 kg | 87 kg   |        | 109 kg      |        | 196 kg    | 6         | 6    |
| Jackelin Heredia         | Klasse bis 58 kg | 100 kg  |        | 125 kg      |        | 225 kg    | 10        | 10   |
| Lina Rivas               | Klasse bis 58 kg | 103 kg  |        | –           | –      | –         | –         | –    |
| Ubaldina Valoyes Cuesta  | Klasse bis 69 kg | 111 kg  |        | 135 kg      |        | 246 kg    | 6         | 6    |
| Männer                   |                  |         |        |             |        |           |           |      |
| Carlos Berna             | Klasse bis 56 kg | 118 kg  |        | 150 kg      |        | 268 kg    | 8         | 8    |
| Sergio Rada              | Klasse bis 56 kg | 118 kg  |        | 151 kg      |        | 269 kg    | 7         | 7    |
| Óscar Figueroa (Silber ) | Klasse bis 62 kg | 140 kg  |        | 177 kg (OR) |        | 317 kg    | 2         | 2    |
| Doyler Sánchez           | Klasse bis 69 kg | 138 kg  |        | 170 kg      |        | 308 kg    | 14        | 14   |

### Judo
| Athleten              | Wettbewerb       | 1. Runde   | 1. Runde | Achtelfinale  | Achtelfinale  | Viertelfinale | Viertelfinale | Hoffnungsrunde Halbfinale | Hoffnungsrunde Halbfinale | Halbfinale    | Halbfinale    | Hoffnungsrunde Finale | Hoffnungsrunde Finale | Finale        | Finale        | Rang |
| Athleten              | Wettbewerb       | Gegner     | Ergebnis | Gegner        | Ergebnis      | Gegner        | Ergebnis      | Gegner                    | Ergebnis                  | Gegner        | Ergebnis      | Gegner                | Ergebnis              | Gegner        | Ergebnis      | Rang |
| --------------------- | ---------------- | ---------- | -------- | ------------- | ------------- | ------------- | ------------- | ------------------------- | ------------------------- | ------------- | ------------- | --------------------- | --------------------- | ------------- | ------------- | ---- |
| Frauen                |                  |            |          |               |               |               |               |                           |                           |               |               |                       |                       |               |               |      |
| Yadinis Amaris        | Klasse bis 57 kg | M. Malloy  | 000-100  | ausgeschieden | ausgeschieden | ausgeschieden | ausgeschieden | ausgeschieden             | ausgeschieden             | ausgeschieden | ausgeschieden | ausgeschieden         | ausgeschieden         | ausgeschieden | ausgeschieden |      |
| Yuri Alvear (Bronze ) | Klasse bis 70 kg | M. Portela | 110-000  | A. Moreira    | 100-001       | L. Decosse    | 100-000       | R. Sraka                  | 100-001                   | –             | –             | F. Chen               | 011-001               | –             | –             | 3    |

### Leichtathletik
Laufen und Gehen
| Athleten                                                          | Wettbewerb        | Vorlauf         | Vorlauf         | Halbfinale      | Halbfinale      | Finale          | Finale          | Rang |
| Athleten                                                          | Wettbewerb        | Zeit            | Rang            | Zeit            | Rang            | Zeit            | Rang            | Rang |
| ----------------------------------------------------------------- | ----------------- | --------------- | --------------- | --------------- | --------------- | --------------- | --------------- | ---- |
| Frauen                                                            |                   |                 |                 |                 |                 |                 |                 |      |
| Yomara Hinestroza                                                 | 100 m             | 11,56 s         | 7               | –               | –               | –               | –               | 43   |
| Norma González                                                    | 200 m             | 23,46 s         | 7               | –               | –               | –               | –               |      |
| Jennifer Padilla                                                  | 400 m             | disqualifiziert | disqualifiziert | disqualifiziert | disqualifiziert | disqualifiziert | disqualifiziert | –    |
| Rosibel García                                                    | 800 m             | 2:01,30 min     | 8               | 2:00,16 min     | 12              | -               | -               | 12   |
| Erika Abril                                                       | Marathon          | –               | –               | –               | –               | 2:33:33 h       | 51              | 51   |
| Yolanda Caballero                                                 | Marathon          | –               | –               | –               | –               | aufgegeben      | aufgegeben      | –    |
| Alejandra Idrobo Darlenys Obregón Eliecith Palacios Nelcy Caicedo | 4 × 100-m-Staffel |                 |                 | –               | –               |                 |                 |      |
| Brigitte Merlano                                                  | 100 m Hürden      | 13,21 s         | 6               | –               | –               | –               | –               | 24   |
| Lina Flores                                                       | 100 m Hürden      | 13,17 s         | 6               | –               | –               | –               | –               | 23   |
| Princesa Oliveros                                                 | 400 m Hürden      | 58,95 s         | 38              | -               | -               | -               | -               | 38   |
| Ángela Figueroa                                                   | 3000 m Hindernis  | -               | -               | –               | –               | -               | -               | -    |
| Sandra Arenas                                                     | 20 km Gehen       | –               | –               | –               | –               | 1:33:21 h       | 32              | 32   |
| Ingrid Hernandez                                                  | 20 km Gehen       | –               | –               | –               | –               | 1:33:34         | 34              | 34   |
| Arabelly Orjuela                                                  | 20 km Gehen       | –               | –               | –               | –               | -               | -               | -    |
| Männer                                                            |                   |                 |                 |                 |                 |                 |                 |      |
| Isidro Montoya                                                    | 100 m             | 10,54 s         | 7               | –               | –               | –               | –               | 45   |
| Rafith Rodríguez                                                  | 800 m             | -               | -               | –               | –               | -               | -               | -    |
| Juan Carlos Cardona                                               | Marathon          | –               | –               | –               | –               | 2:40:13 h       | 83              | 83   |
| Paulo Cesar Villar                                                | 110 m Hürden      | 13,55 s         | 22              | 13,63 s         | 20              | -               | -               | 20   |
| Éider Arévalo                                                     | 20 km Gehen       | –               | –               | –               | –               | 1:22:00 h       | 20              | 20   |
| Luis Fernando López                                               | 20 km Gehen       | –               | –               | –               | –               | disqualifiziert | disqualifiziert | –    |
| James Rendon                                                      | 20 km Gehen       | –               | –               | –               | –               | 1:22:54 h       | 28              | 28   |
| Freddy Hernandez                                                  | 50 km Gehen       | –               | –               | –               | –               | 3:56:00 h       | 33              | 33   |

Springen und Werfen
| Athleten                    | Wettbewerb  | Qualifikation | Qualifikation | Finale     | Finale | Rang |
| Athleten                    | Wettbewerb  | Weite/Höhe    | Rang          | Weite/Höhe | Rang   | Rang |
| --------------------------- | ----------- | ------------- | ------------- | ---------- | ------ | ---- |
| Frauen                      |             |               |               |            |        |      |
| Ely Johana Moreno           | Hammerwurf  | 68,53 m       | 18            | -          | -      | 18   |
| Flor Ruíz                   | Speerwurf   | 54,34 m       | 32            | -          | -      | 32   |
| Sandra Lemos                | Kugelstoßen | 16,50 m       | 15            | –          | –      | 15   |
| Caterine Ibargüen Silber () | Dreisprung  | 14,42 m       | 2             | 14,80 m    | 2      | 2    |
| Männer                      |             |               |               |            |        |      |
| Wanner Miller               | Hochsprung  | 2,26 m        | 12            | 2,25 m     | 9      | 9    |
| Dyron Marquez               | Speerwurf   | 77,59 m       | 26            | -          | -      | 26   |

### Radsport

#### Bahn
| Athleten                                                              | Wettbewerb            | Qualifikation | Qualifikation | Finals        | Finals        | Rang |
| Athleten                                                              | Wettbewerb            | Zeit          | Rang          | Zeit          | Rang          | Rang |
| --------------------------------------------------------------------- | --------------------- | ------------- | ------------- | ------------- | ------------- | ---- |
| Frauen                                                                |                       |               |               |               |               |      |
| Juliana Gaviria                                                       | Sprint                | 11,376 s      | 13            | ausgeschieden | ausgeschieden | 13   |
| Juliana Gaviria                                                       | Keirin                | -             | 4             | ausgeschieden | ausgeschieden | 17   |
| Diana Maria García Juliana Gaviria                                    | Teamsprint            | 34,870 s      | 10            | –             | –             | 10   |
| Männer                                                                |                       |               |               |               |               |      |
| Fabián Puerta                                                         | Keirin                | -             | 3             | ausgeschieden | ausgeschieden | 15   |
| Juan Esteban Arango Edwin Ávila Arles Castro Weimar Roldán Kevin Ríos | Mannschaftsverfolgung | 4:03,712 min  | 7             | 4:04,772 min  | 8             | 8    |

Mehrkampf
| Omnium Männer       |          |    |     |    |    |              |    |    |              |    |    |    |
| Juan Esteban Arango | 13,469 s | 8  | −18 | 17 | 13 | 4:36.477 min | 16 | 11 | 1:03,793 min | 7  | 60 | 10 |
| Omnium Frauen       |          |    |     |    |    |              |    |    |              |    |    |    |
| María Luisa Calle   | 15,559 s | 18 | 22  | 8  | 14 | 3:40,349 min | 7  | 11 | 37,937       | 18 | 76 | 16 |

#### Straße
| Athleten                 | Wettbewerb       | Zeit         | Rang       |
| ------------------------ | ---------------- | ------------ | ---------- |
| Männer                   |                  |              |            |
| Fabio Duarte             | Straßenrennen    | –            | aufgegeben |
| Rigoberto Urán (Silber ) | Straßenrennen    | 5:45:57 h    | 2          |
| Sergio Henao             | Straßenrennen    | 5:46:05 h    | 16         |
| Fabio Duarte             | Einzelzeitfahren | 57:34,20 min | 35         |

#### Mountainbike
| Athleten      | Wettbewerb    | Zeit      | Rang |
| ------------- | ------------- | --------- | ---- |
| Frauen        |               |           |      |
| Laura Abril   | Cross-Country | DNF       | -    |
| Männer        |               |           |      |
| Leonardo Paez | Cross-Country | 1:36:02 h | 28   |

#### BMX
| Athleten                              | Wettbewerb | Qualifikation | Qualifikation | Viertelfinale | Viertelfinale | Halbfinale | Halbfinale | Finale   | Finale | Rang |
| Athleten                              | Wettbewerb | Zeit          | Rang          | Zeit          | Rang          | Zeit       | Rang       | Zeit     | Rang   | Rang |
| ------------------------------------- | ---------- | ------------- | ------------- | ------------- | ------------- | ---------- | ---------- | -------- | ------ | ---- |
| Männer                                |            |               |               |               |               |            |            |          |        |      |
| Carlos Mario Oquendo Zabala Bronze () | Race       | 38,775 s      | 14            |               | 4             |            | 4          | 38,251 s | 3      | 3    |
| Andrés Jiménez                        | Race       |               |               |               |               |            |            |          |        |      |
| Frauen                                |            |               |               |               |               |            |            |          |        |      |
| Mariana Pajón Gold ()                 | Race       | 38,787 s      | 3             | –             | –             | 38,749 s   | 1          | 37,706 s | 1      | 1    |

### Reiten
| Springreiten  |            |              |      |
| Athleten      | Wettbewerb | Fehlerpunkte | Rang |
| Daniel Bluman | Einzel     | 13           | 20   |
| Rodrigo Díaz  | Einzel     | 11           | 53   |

### Ringen
| Athleten             | Wettbewerb       | 1. Runde               | 1. Runde | Achtelfinale  | Achtelfinale  | Viertelfinale           | Viertelfinale | Halbfinale    | Halbfinale    | Hoffnungsrunde Viertelfinale | Hoffnungsrunde Viertelfinale | Hoffnungsrunde Halbfinale | Hoffnungsrunde Halbfinale | Hoffnungsrunde Finale | Hoffnungsrunde Finale | Finale        | Finale        | Rang   |
| Athleten             | Wettbewerb       | Gegner                 | Ergebnis | Gegner        | Ergebnis      | Gegner                  | Ergebnis      | Gegner        | Ergebnis      | Gegner                       | Ergebnis                     | Gegner                    | Ergebnis                  | Gegner                | Ergebnis              | Gegner        | Ergebnis      | Rang   |
| -------------------- | ---------------- | ---------------------- | -------- | ------------- | ------------- | ----------------------- | ------------- | ------------- | ------------- | ---------------------------- | ---------------------------- | ------------------------- | ------------------------- | --------------------- | --------------------- | ------------- | ------------- | ------ |
| Freistil Frauen      |                  |                        |          |               |               |                         |               |               |               |                              |                              |                           |                           |                       |                       |               |               |        |
| Carolina Castillo    | Klasse bis 48 kg | Otgontsetseg Davaasukh | 1:3      | ausgeschieden | ausgeschieden | ausgeschieden           | ausgeschieden | ausgeschieden | ausgeschieden | ausgeschieden                | ausgeschieden                | ausgeschieden             | ausgeschieden             | ausgeschieden         | ausgeschieden         | ausgeschieden | ausgeschieden | 11     |
| Jackeline Rentería   | Klasse bis 55 kg | Freilos                | Freilos  | Han Kum Ok    | 3:1           | Lissette Antes Castillo | 3:1           | Tonya Verbeek | 0:3           | –                            | –                            | –                         | –                         | Tetyana Lazareva      | 3:1                   | ausgeschieden | ausgeschieden | Bronze |
| Ana Talia Betancourt | Klasse bis 72 kg | Freilos                | Freilos  | Maider Unda   | 0:3           | ausgeschieden           | ausgeschieden | ausgeschieden | ausgeschieden | ausgeschieden                | ausgeschieden                | ausgeschieden             | ausgeschieden             | ausgeschieden         | ausgeschieden         | ausgeschieden | ausgeschieden | 17     |

### Schießen
| Athleten    | Wettbewerb | Qualifikation | Qualifikation | Finale | Finale | Ringe | Rang |
| Athleten    | Wettbewerb | Ringe         | Rang          | Ringe  | Rang   | Ringe | Rang |
| ----------- | ---------- | ------------- | ------------- | ------ | ------ | ----- | ---- |
| Männer      |            |               |               |        |        |       |      |
| Danilo Caro | Trap       | 115           | 29            | –      | –      | 115   | 29   |

### Schwimmen
| Athleten           | Wettbewerb          | Vorlauf     | Vorlauf | Halbfinale    | Halbfinale    | Finale        | Finale        | Rang |
| Athleten           | Wettbewerb          | Zeit        | Rang    | Zeit          | Rang          | Zeit          | Rang          | Rang |
| ------------------ | ------------------- | ----------- | ------- | ------------- | ------------- | ------------- | ------------- | ---- |
| Frauen             |                     |             |         |               |               |               |               |      |
| Carolina Colorado  | 100 m Rücken        | 1:01,81 min | 3       | ausgeschieden | ausgeschieden | ausgeschieden | ausgeschieden | 28   |
| Carolina Colorado  | 200 m Rücken        | 2:13,64 min | 2       | ausgeschieden | ausgeschieden | ausgeschieden | ausgeschieden | 27   |
| Männer             |                     |             |         |               |               |               |               |      |
| Mateo de Angulo    | 400 m Freistil      | 3:57,76 min | 2       | –             | –             | ausgeschieden | ausgeschieden | 26   |
| Omar Andres Pinzón | 100 m Rücken        | 55,37 s     | 2       | ausgeschieden | ausgeschieden | ausgeschieden | ausgeschieden | 32   |
| Omar Andres Pinzón | 200 m Rücken        | 1:58,20 min | 4       | 1:58,99 min   | 8             | ausgeschieden | ausgeschieden | 15   |
| Omar Andres Pinzón | 200 m Schmetterling | 2:02,32 min | 2       | ausgeschieden | ausgeschieden | ausgeschieden | ausgeschieden | 34   |

### Segeln
| Athleten        | Wettbewerb      | Qualifikation | Qualifikation | Medal Race    | Medal Race    | Punkte | Rang |
| Athleten        | Wettbewerb      | Punkte        | Rang          | Punkte        | Rang          | Punkte | Rang |
| --------------- | --------------- | ------------- | ------------- | ------------- | ------------- | ------ | ---- |
| Männer          |                 |               |               |               |               |        |      |
| Santiago Grillo | Windsurfen RS:X | 302           | 37            | ausgeschieden | ausgeschieden | 302    | 37   |
| Andrey Quintero | Laser           | 325           | 40            | ausgeschieden | ausgeschieden | 325    | 40   |

### Taekwondo
| Athleten              | Wettbewerb       | Achtelfinale | Achtelfinale | Viertelfinale | Viertelfinale | Halbfinale  | Halbfinale | Hoffnungsrunde Halbfinale | Hoffnungsrunde Halbfinale | Match um Bronze | Match um Bronze | Finale | Finale   | Rang |
| Athleten              | Wettbewerb       | Gegner       | Ergebnis     | Gegner        | Ergebnis      | Gegner      | Ergebnis   | Gegner                    | Ergebnis                  | Gegner          | Ergebnis        | Gegner | Ergebnis | Rang |
| --------------------- | ---------------- | ------------ | ------------ | ------------- | ------------- | ----------- | ---------- | ------------------------- | ------------------------- | --------------- | --------------- | ------ | -------- | ---- |
| Männer                |                  |              |              |               |               |             |            |                           |                           |                 |                 |        |          |      |
| Óscar Muñoz Bronze () | Klasse bis 58 kg | E. Mokdad    | 8-1          | T. Al-Kubati  | 14-2          | J. González | 4-13       | –                         | –                         | P. Karaket      | 6-4             | –      | –        | 3    |

### Tennis
| Athleten                              | Wettbewerb | 1. Runde               | 1. Runde      | 2. Runde      | 2. Runde       | Achtelfinale  | Achtelfinale  | Viertelfinale | Viertelfinale | Halbfinale    | Halbfinale    | Finale        | Finale        |
| Athleten                              | Wettbewerb | Gegner                 | Ergebnis      | Gegner        | Ergebnis       | Gegner        | Ergebnis      | Gegner        | Ergebnis      | Gegner        | Ergebnis      | Gegner        | Ergebnis      |
| ------------------------------------- | ---------- | ---------------------- | ------------- | ------------- | -------------- | ------------- | ------------- | ------------- | ------------- | ------------- | ------------- | ------------- | ------------- |
| Frauen                                |            |                        |               |               |                |               |               |               |               |               |               |               |               |
| Mariana Duque Mariño                  | Einzel     | Marija Kirilenko       | 0:6, 1:1      | ausgeschieden | ausgeschieden  | ausgeschieden | ausgeschieden | ausgeschieden | ausgeschieden | ausgeschieden | ausgeschieden | ausgeschieden | ausgeschieden |
| Männer                                |            |                        |               |               |                |               |               |               |               |               |               |               |               |
| Alejandro Falla                       | Einzel     | Roger Federer          | 6:3, 5:7, 6:3 | ausgeschieden | ausgeschieden  | ausgeschieden | ausgeschieden | ausgeschieden | ausgeschieden | ausgeschieden | ausgeschieden | ausgeschieden | ausgeschieden |
| Santiago Giraldo                      | Einzel     | Ryan Harrison          | 7:5, 6:3      | Steve Darcis  | 7:64, 4:6, 4:6 | ausgeschieden | ausgeschieden | ausgeschieden | ausgeschieden | ausgeschieden | ausgeschieden | ausgeschieden | ausgeschieden |
| Juan Sebastián Cabal Santiago Giraldo | Doppel     | Marin Čilić Ivan Dodig | 3:6, 4:6      | ausgeschieden | ausgeschieden  | ausgeschieden | ausgeschieden | ausgeschieden | ausgeschieden | ausgeschieden | ausgeschieden | ausgeschieden | ausgeschieden |

### Tischtennis
| Athleten     | Wettbewerb | 1. Runde   | 1. Runde | 2. Runde      | 2. Runde      | 3. Runde      | 3. Runde      | 4. Runde      | 4. Runde      | Viertelfinale | Viertelfinale | Halbfinale    | Halbfinale    | Finale        | Finale        |
| Athleten     | Wettbewerb | Gegner     | Ergebnis | Gegner        | Ergebnis      | Gegner        | Ergebnis      | Gegner        | Ergebnis      | Gegner        | Ergebnis      | Gegner        | Ergebnis      | Gegner        | Ergebnis      |
| ------------ | ---------- | ---------- | -------- | ------------- | ------------- | ------------- | ------------- | ------------- | ------------- | ------------- | ------------- | ------------- | ------------- | ------------- | ------------- |
| Frauen       |            |            |          |               |               |               |               |               |               |               |               |               |               |               |               |
| Paula Medina | Einzel     | T. Bilenko | 1-4      | ausgeschieden | ausgeschieden | ausgeschieden | ausgeschieden | ausgeschieden | ausgeschieden | ausgeschieden | ausgeschieden | ausgeschieden | ausgeschieden | ausgeschieden | ausgeschieden |

### Triathlon
| Athleten         | Wettbewerb | Zeit      | Rang |
| ---------------- | ---------- | --------- | ---- |
| Männer           |            |           |      |
| Carlos Quinchara | Einzel     | 1:54:10 h | 53   |

### Turnen
| Athleten           | Wettbewerb       | Qualifikation | Qualifikation | Finale | Finale | Rang |
| Athleten           | Wettbewerb       | Punkte        | Rang          | Punkte | Rang   | Rang |
| ------------------ | ---------------- | ------------- | ------------- | ------ | ------ | ---- |
| Frauen             |                  |               |               |        |        |      |
| Jessica Gil        | Mehrkampf Einzel | 51,498        | 42            | –      | –      | 42   |
| Männer             |                  |               |               |        |        |      |
| Jorge Hugo Giraldo | Mehrkampf Einzel | 83,098        | 33            | –      | –      | 33   |

### Wasserspringen
| Athleten        | Wettbewerb        | Vorkampf | Vorkampf | Halbfinale | Halbfinale | Finale | Finale | Rang |
| Athleten        | Wettbewerb        | Punkte   | Rang     | Punkte     | Rang       | Punkte | Rang   | Rang |
| --------------- | ----------------- | -------- | -------- | ---------- | ---------- | ------ | ------ | ---- |
| Männer          |                   |          |          |            |            |        |        |      |
| Sebastián Villa | Kunstspringen 3 m | 414,90   | 21       | –          | –          | –      | –      | 21   |
| Sebastián Villa | Turmspringen 10 m | 419,25   | 22       | –          | –          | –      | –      | 22   |
| Víctor Ortega   | Turmspringen 10 m | 450,60   | 13       | 439,55     | 17         | –      | –      | 17   |